# José Luis Guerín
José Luis Guerín (Barcelona 1960) és un guionista i director de cinema català. Antic professor dels Estudis de comunicació audiovisual de la Universitat Pompeu Fabra (UPF), actualment forma part de l'equip docent del Màster en Documental de Creació que s'imparteix a l'Institut d'Educació Contínua de la mateixa universitat. Guardonat l'any 1999 amb el Premi Nacional de Cinema concedit per la Generalitat de Catalunya, l'any 2001 fou guardonat amb el Premi Nacional de Cinematografia concedit pel Ministeri de Cultura d'Espanya.

## Biografia
La trajectòria de José Luis Guerín està marcada per una voluntat ferma de defugir tota mena de convencions. El cineasta dilueix la frontera entre el que es denomina ficció i el que es considera documental, i construeix una obra que no té en compte ni normes, ni modes ni gustos. Des que va firmar Los motivos de Berta (1984), que es podria considerar el seu debut professional, tan sols ha realitzat quatre pel·lícules més. Aquest llarg silenci cinematogràfic evidencia la minuciositat de la seva tasca, el que triga a concebre una idea, treballar-la i desenvolupar-la, fins a arribar a enllestir el film. No té presses ni urgències, fa el que vol i el que es pot permetre, seguint el model d'alguns dels cineastes que més admira, entre els quals destaquen Robert J.Flaherty, Robert Bresson, Jean Eustache o Víctor Erice.
Guerín es va estrenar amb La Hagonía de Agustín, amb H, un curtmetratge en súper 8 rodat el 1975, que descriu les tortures que una mà humana anònima infligeix a un escarabat. Després va realitzar alguns curts que neixen de la fascinació per l'obra de Carlos Saura i Geraldine Chaplin, com 'Furvus' (1976) i Apuntes de un rodaje (1982); diverses pel·lícules plantejades com a diaris filmats d'altres persones i cròniques sentimentals, com Acuérdate de Isabel (1977), La dramática pubertad de Alicia (1978); d'altres que volen atrapar la fascinació del mateix cinematògraf i la naturalesa íntima de la projecció cinematogràfica, com ara El orificio de la luz (1977); o bé treballs d'arrel més formalista com Naturaleza muerta (1981), inspirat en el quadre de Jean Siméon Chardin Les natures mortes.
Los motivos de Berta es va titular en una primera fase Fantasías de pubertad. D'aquesta manera, el cineasta establia un evident nexe amb alguns dels seus treballs en format curt i de característiques més intimistes. La pel·lícula es va filmar en blanc i negre, va comptar amb la fotografia del seu col·laborador més habitual en aquesta etapa, el també director Gerard Gormezano, i va rebre la influència, més o menys reconeguda, de Bresson i Dovjenko.
Guerín va viatjar després fins als llocs de la Irlanda edènica on John Ford va rodar The Quiet Man ('L'home tranquil', 1952), per marcar noves pautes en el documental de creació amb Innisfree (1990), que és una revisitació i una fantasia. En cap cas, però, es tracta d'un exercici de nostàlgia cinèfila.
Seguiria després la hipnòtica Tren d'ombres (1996), un assaig narratiu sobre els mecanismes de representació i pervivència del cinematògraf, un autèntic tractat sobre la memòria del cinema, i En construcció (2001), la seva obra més popular i guardonada, on captura la transformació física i ètica del Raval barcelonès. El seu darrer treball estrenat és 'A la ciutat de Sylvia' (2007), una exploració de les ciutats i els records sentimentals que ens les defineixen. També va realitzar una instal·lació fotoseqüencial relacionada amb aquest film, Las mujeres que no conocemos, presentada a la Biennal de Venècia del 2007 i al Centre de Cultura Contemporània de Barcelona el 2008. Viatger del cinema, ha rodat molt material els dos darrers anys per a una nova pel·lícula.

## Filmografia
- 1985: Los motivos de Berta: Fantasía de pubertad
- 1990: City Life
- 1990: Innisfree
- 1997: Tren de sombras
- 2001: En construcció
- 2007: A la ciutat de Sylvia (Dans la ville de Sylvia)
- 2010: Guest
- 2015: La academia de las musas

## Premis
Aquest és una llista dels premis que ha rebut José Luis Guerín:
| Any  | Premi                                         | Categoria                  | Pel·lícula               | Resultat   |
| ---- | --------------------------------------------- | -------------------------- | ------------------------ | ---------- |
| 1997 | Festival Internacional de Cinema de Catalunya | Méliès d'Argent            | Tren d'ombres            | Guanyadora |
| 2001 | Festival de Sant Sebastià                     | Premi Especial del Jurat   | En construcció           | Guanyadora |
| 2001 | Festival de Sant Sebastià                     | Premi FIPRESCI             | En construcció           | Guanyadora |
| 2002 | Premis Goya                                   | Millor documental          | En construcció           | Guanyadora |
| 2002 | Premis Butaca                                 | Millor pel·lícula catalana | En construcció           | Guanyadora |
| 2017 | Festival de Cinema Europeu de Sevilla         | Millor pel·lícula          | La academia de las musas | Guanyadora |